# Rodolphe (auteur)
Pour les articles homonymes, voir Rodolphe.
Rodolphe, nom d’artiste de Rodolphe Daniel Jacquette, né le 18 mai 1948 à Bois-Colombes (Hauts-de-Seine), est un écrivain et surtout un scénariste français de bande dessinée.

## Biographie
Rodolphe suit des études littéraires à la faculté de Nanterre. Diplômé d’une licence et d’une maîtrise, il devient professeur de lettres.
Dans les années 1960, il publie une biographie de Robert Louis Stevenson (éd. Seghers), un recueil de souvenirs.
Grand amateur de rock 'n' roll, de légendes celtes, de whisky single malt, de littérature fantastique et anglo-saxonne, particulièrement de Robert Louis Stevenson, il s’exerce à écrire des articles pour des journaux littéraires et surtout des nouvelles qu’il a l’intention de publier un jour. Entre-temps, il tient en 1975 une librairie dans une ruelle du Quartier latin. Il y rencontre Jacques Lob et Alexis qui avaient l’habitude de descendre souvent dans un hôtel situé en face. Jacques, avec qui il sympathise très vite — et deviendra son véritable ami —, ayant lu quelques-unes de ses nouvelles, lui conseille d’abandonner l’écriture littéraire pour se mettre au scénario de bande dessinée.

« À travers son amitié, à travers la certitude qu’il semblait avoir de mes capacités (et que moi je n’avais pas !), Jacques Lob m’a apporté une certaine confiance en moi… Je me souviens avoir souhaité, dans les premiers temps de notre rencontre, que s’instaure un rapport du type maître-élève, de façon à pouvoir apprendre le côté pratique de ce métier. J’aurais rêvé de pouvoir lire par-dessus son épaule, de le voir raturer, de pouvoir fouiller dans ses poubelles pour analyser ses brouillons… J’aurais volontiers joué le rôle de l’assistant anonyme et respectueux ! Mais pour Jacques cela était impensable ! D’emblée, il a tenu à me considérer comme un égal… »

— Rodolphe, à propos de Jacques Lob
Dans la même année, il écrit le premier épisode du Conservateur.
En 1976, en tant critique et journaliste, il travaille dans les magazines Pilote, (À suivre), Métal Hurlant auprès de Annie Goetzinger, Jacques Ferrandez et Michel Rouge. Il dirige le magazine Imagine et y révèle La Quête de l'oiseau du temps de Serge Le Tendre et Régis Loisel.
Il publie ses premières histoires courtes entre 1976 et 1977 : Le Conservateur illustré par le débutant Jean-Claude Floc’h et Enquête au collège mis en image par Annie Goetzinger.
Son premier one shot, Légendes de l’éclatée, réalisé avec le dessinateur Michel Rouge, paraît en 1979.

### 1980: DeRaffiniàTaï Dor
En 1980, il lance une première Enquête du commissaire Raffini par Jacques Ferrandez avec qui, un an plus tard, il sortira le one shot L’Heure du loup ; suivi d’un autre, Le Centaure mécanique, avec Didier Eberoni.
En 1983, il présente Les Aventures d'Anne et Charles, Les Écluses du Ciel et Orient opium, un one shot avec le dessinateur Dominique Cordonnier. D’abord avec le dessinateur Frederik Garcia (de 1983 à 1986), puis avec son successeur Michel Durand (de 1989 à 1998), il crée en 1984 la série fantastique Une aventure de Cliff Burton publiée par Dargaud. Dans la même année, deux one shots, Une aventure de Dampierre et Morrisson et Le Nuage noir, voient le jour.
À partir de 1985 arrivent bon nombre de one shots, Outsiders (Jacques Ferrandez), John & Betty (Didier Eberoni) et, en 1986, Cruelles (Buffin), Milosz (Dominique Cordonnier), Route des falaises (Jacques-Henri Tournadre), Sortie des artistes (Yvan), Le Vicomte (Jacques Ferrandez).
Il coécrit avec Serge Le Tendre en 1987 la série Taï Dor, dessinée par Jean-Luc Serrano.
Rodolphe enchaîne l’album érotique Marie Jade, en 1988 avec Chris Scheuer, et le récit post-apocalyptique Notre Dame des silences, en 1989 avec Jean-Luc Serrano.

### 1990: DeTrentàGothic
Il écrit en 1990 Le Blaireau pour Emmanuel Boëm, Melmoth pour Marc-Renier, En route vers le futur pour Fabien Lacaf.
Il rencontre Florence Magnin et, ensemble, ils réalisent L’Autre Monde.
Débutée en 1991, l’histoire de Trent est confiée par Rodolphe à l’auteur brésilien Luiz Eduardo de Oliveira, qui signe Leo et avec qui il a travaillé dans Pilote. Cela permet de lancer en Europe la carrière de ce dernier avant la saga Les Mondes d'Aldébaran.
Dargaud publie L’Autre Monde en décembre 1991 : c’est un succès[réf. nécessaire].
Le premier tome de la série Dock 21 est dans les librairies en 1992. Rodolphe retrouve son complice Serge Le Tendre avec qui il écrit le one shot La Dernière Lune, dont il est également coloriste.
Mary la Noire avec Florence Magnin paraît en 1995 et Das Reich, avec Claude Plumail au dessin, est publié en 1996 par Soleil Productions.
Depuis qu’il a écrit des scénarios pour des séries comme Tom-Tom et Nana et Mickey, il ne cache pas son goût d’écrire pour les enfants : il crée avec Louis Alloing Les Aventures des Moineaux pour le magazine Astrapi en 1998. Il réalise également Master (Alain Mounier) et Gothic (Philippe Marcelé), une série éditée par Le Téméraire qui sera reprise par Delcourt en 2001.
À la fin de la décennie 1990, il reprend le scénario de Greg qui, étant très malade, a laissé inachevé à la planche 19 l’ultime tome de Comanche, la série créée par Greg et Hermann ; de même qu’il remplace Jean Van Hamme sur la série Arlequin créée avec Dany, dont le quatrième tome sort en octobre 2001.

« Pour être franc, je savais dès le départ que ce n’était pas du meilleur Greg (il était déjà fort malade) et que je ne m’autoriserais pas à faire du Rodolphe : j’ai donc essayé de faire simplement un livre honnête ! J’ai dû faire la même chose pour reprendre la série Arlequin qui avait déjà vécu trois albums sous la houlette d’un duo célèbre et talentueux : Dany et Jean Van Hamme. Pour des raisons économiques (il n’y a pas de honte à ça), l’éditeur a souhaité laisser le nom de ces deux co-auteurs et j’ai réalisé (avec le dessinateur Jytéry qui vient du dessin animé) deux albums un peu copie conforme. Le suivant sera plus personnel ! »

— Rodolphe, à propos de ces deux reprises
Parallèlement à cette reprise, l’album  Les 4 Morts de Betty Page ainsi que la série Les Teutoniques sont sortis.

### 2000: DeKenyaàLa Malédiction d’Edgar
Retrouvant Leo en 2001 comme coscénariste et dessinateur, il se consacre à Kenya ainsi qu’à La Maison Dieu avec Nathalie Berr.
En 2002 paraît La Voix des anges avec Michel Bignon.
Pendant que les éditions Albin Michel relancent la série Dock 21, en 2003, sous le titre Les Abîmes du temps, il s’associe à nouveau avec Serge Le Tendre pour Mister George.
Il narre les aventures de Mort London dans une atmosphère victorienne pour les deux tomes de London (2005), dessinés et mis en couleurs par Isaac Wens. Frontière, avec Bertrand Marchal au dessin, ne connaîtra guère le succès à cause des brouillages entre réalité et fiction :

« J’avais envie de créer un personnage totalement fragilisé qui fuit et lutte pour survivre. »

— Rodolphe, à propos de la série Frontière
Il écrit le septième épisode de la collection BD Blues, Blind Lemon Jefferson, avec Isaac Wens et Le Dernier Visiteur de George Sand avec Marc-Renier, tous deux sortis en 2006. Ces albums racontent la vie d’un chanteur de blues et celle d’une grande femme de lettres.
Après la mort de Raymond Poïvet en 1999, Rodolphe a dû retravailler ses textes de Faust quand le fils de l’artiste, Dominique Poïvet, eut découvert sous un lit un paquet de planches sans texte. Cet album retrouvé est finalement sorti en 2007. L'ouvrage fait l'objet d'une exposition au festival Quai des bulles à Saint-Malo.
Par la suite se succèdent Mary Céleste (Marc-Renier), Le Gardien des ténèbres (Isaac Wens) et Gene Vincent porté par les aquarelles de Georges Van Linthout. Rodolphe et Dominique Hé signent Moonfleet, qui est librement adaptée du roman éponyme de John Meade Falkner, renouant avec la tradition des grands récits d’aventures.
Avant de participer à l’écriture avec Marc Dugain du second tome de La Malédiction d'Edgar et d’adapter le roman Sur les quais de Budd Schulberg — immortalisé au cinéma par le film d’Elia Kazan — en bande dessinée avec Georges Van Linthout, il crée un épisode pour l’ouvrage Dessine-moi le bonheur, sorti en 2008. Dans cet album collectif, d’autres grands auteurs franco-belges (Pierre Christin, André Juillard, Max Cabanes, Leo et Emmanuel Lepage) côtoient de jeunes talents sud-américains (Thomas Dassance, Cristian Mallea, Angel Mosquito, Rodrigo Salinas, Pablo De Santis et Juan Sáenz Valiente) pour confronter leurs idées sur le bonheur.
Scrooge, un chant de Noël (d’après Charles Dickens), en collaboration avec Estelle Meyrand, sort en 2008. Le Village paraît chez Bamboo en novembre 2008 : cette série, réalisée avec le dessinateur Bertrand Marchal, aborde la guerre froide entre manipulation et schizophrénie.

## Œuvres

### Albums de bande dessinée
- Les 4 Morts de Betty Page[11], P&T Production, 1999
Scénario : Rodolphe - Dessin et couleurs : Alain Bignon
- L’Archer, Cargo bleu, 1987
Scénario : Rodolphe - Dessin et couleurs : Daniel Chevet
- La Bataille d’Azincourt, Centre historique médieval Azincourt, 2001
Scénario : Rodolphe - Dessin et couleurs : Olivier Louis
- La Bête de l’Apocalypse  [12], Glénat (collection Caractère), 2013
Scénario : Rodolphe - Dessin : Lucien Rollin - Couleurs : Jean-Jacques Chagnaud
- Le Centaure mécanique, Les Humanoïdes Associés (collection Pied jaloux), 1982[13]
Scénario : Rodolphe - Dessin et couleurs : Didier Eberoni
- Le charme du presbytère, Éditions Une Idée Bizarre (Collection Hors-Cadre), 2020
Scénario : Rodolphe - Dessin : Leo
- Cruelles, Vents d'Ouest, 1986
Scénario : Rodolphe - Dessin : Buffin
- Le Dernier Visiteur de George Sand, Éditions du patrimoine (collection Monum), 2006
Scénario : Rodolphe - Dessin : Marc-Renier
- La Dernière Lune, Le Lombard, 1993
Scénario : Serge Le Tendre et Rodolphe - Dessin : Antonio Parras - Couleurs : Rodolphe
- Dessine-moi le bonheur, Dargaud, 2008
Scénario : collectif (dont Rodolphe) - Dessin : collectif
- L’Embranchement de Mugby, Delcourt (collection Jeunesse), 2010
Scénario : Rodolphe - Dessin et couleurs : Estelle Meyrand
- En route vers le futur, Canon, 1990
Scénario : Rodolphe - Dessin et couleurs : Fabien Lacaf - album publicitaire
- Faust, Le Seuil, 2007
Scénario : Rodolphe - Dessin : Raymond Poïvet - Couleurs : noir et blanc
- Le Gardien des ténèbres, Glénat (collection Grafica), 2007
Scénario : Rodolphe - Dessin : Isaac Wens
- Gene Vincent, Dargaud (collection Long Courrier), 2007
Scénario : Rodolphe - Dessin : Georges Van Linthout
- L’Heure du loup, Éditions du Cygne (collection BD Cygne), 1981
Scénario : Rodolphe - Dessin : Jacques Ferrandez - Couleurs : noir et blanc
- John & Betty, Les Humanoïdes Associés (collection Pied jaloux), 1985
Scénario : Rodolphe - Dessin et couleurs : Didier Eberoni
- Légendes de l’éclatée, Kesselring, 1979
Scénario : Rodolphe - Dessin : Michel Rouge - Couleurs : noir et blanc - réédité sous le titre La Planète oubliée (Éditions du Cygne, 1983)
- La Machine : Un procès de l’Inquisition espagnole, Bordas (collection BD+), 1981
Scénario : Rodolphe - Dessin : Noëlle Herrenschmidt
- Marie Antoinette, la reine fantôme, Dargaud (collection Long Courrier), 2011
Scénario : Rodolphe et Annie Goetzinger - Dessin et couleurs : Annie Goetzinger
- Marie Jade, Vents d'Ouest, 1988
Scénario : Rodolphe - Dessin et couleurs : Chris Scheuer
- Markheim, Mosquito, 2013
Scénario : Rodolphe - Dessin : Philippe Marcelé - Couleurs : noir et blanc
- La Marque Jacobs : Une vie en bande dessinée, Delcourt (collection Mirages), 2012
Scénario : Rodolphe - Dessin : Louis Alloing - Couleurs : Drac
- Mojo, Vents d'Ouest (collection Intégra), 2011
Scénario : Rodolphe - Dessin et couleurs : Georges Van Linthout
- Notre Dame des silences, Albin Michel (collection L'Écho des savanes), 1989
Scénario : Rodolphe - Dessin : Jean-Luc Serrano
- Le Nuage noir, Futuropolis, 1984
Scénario : Rodolphe - Dessin et couleurs : Picotto
- Orient opium, Temps Futurs (collection oxebo), 1983
Scénario : Rodolphe - Dessin : Dominique Cordonnier - Couleurs : Anne Delobel
- Outsiders, Les Humanoïdes Associés (collection Pied jaloux), 1985
Scénario : Rodolphe - Dessin : Jacques Ferrandez - Couleurs : noir et blanc
- Rosalyn, Éditions Une Idée Bizarre (Collection Aire 450), 2017
Scénario : Rodolphe - Dessin et couleurs : Jean-Yves Raimbaud
- Route des falaises, Vents d'Ouest, 1986
Scénario : Rodolphe - Dessin et couleurs : Jacques-Henri Tournadre
- Scrooge, un chant de Noël, Delcourt (collection Jeunesse), 2008
Scénario : Rodolphe - Dessin et couleurs : Estelle Meyrand
- Sortie des artistes, Futuropolis (collection X), 1986
Scénario : Rodolphe - Dessin : Yvan - Couleurs : noir et blanc
- Stevenson, le pirate intérieur, Dupuis (collection Aire libre), 2013
Scénario : Rodolphe - Dessin et couleurs : René Follet
- Sur les quais, Casterman (collection Rivages/Casterman/Noir), 2008
Scénario : Rodolphe, d’après Budd Schulberg - Dessin : Georges Van Linthout - Couleurs : noir et blanc
- Uderzo croqué par ses amis, Soleil, 1996
Scénario : collectif (dont Rodolphe) - Dessin : collectif
- Le Vicomte, Dargaud (collection Portraits souvenirs), 1986
Scénario : Rodolphe - Dessin : Jacques Ferrandez - Couleurs : noir et blanc

### Albums illustrés
- Chasseurs de dragons : L’album du film, Nathan, 2008
Scénario : Rodolphe - Dessin et couleurs :
- Nos chers disparus, Alain Beaulet, 2001
Scénario : Rodolphe - Dessin et couleurs : André Juillard
- Petit dictionnaire de mon enfance, Mosquito, 1999
Scénario : Rodolphe - Dessin et couleurs : Jacques Ferrandez
- Le Tonkinois, Futuropolis, 1988
Scénario : Rodolphe - Dessin et couleurs : André Juillard

### Romans
- Les Petits Meurtres, 2001 — Les Belles Lettres, réédition Le Verger Éditeur, 2018
- Étrangère au paradis, Les Belles Lettres, réédition Le Beau jardin, 2021
- La Valse brune, 2021 - Le Beau Jardin

### Romans pour enfants
- La Petite Fille et la Mort, illustré par Tom Tirabosco — Magnard, paru en janvier 2000
- Seul au monde, illustré par Tom Tirabosco — Magnard, paru en janvier 2001
- La Maison haute, illustré par Tom Tirabosco — Magnard, paru en janvier 2002
- L’Auberge sans retour — Bayard
- Kenya : une aventure de Kathy Austin. Tome 1 — Éditions Mango, paru en 2010[14].
- Sprague, Éditions Mango, paru en 2004

### Chroniques thématiques
- Rodolphe Jacquette, Les Années rock ’n’ roll, éd. Chronique, septembre 2008

### Études
- 1 Les Scénaristes, Bagheera, 1992
Scénario : Patrick Gaumer et Rodolphe - Dessin : collectif - Couleurs : noir et blanc
- 2 Les Séries, Bagheera, 1993
Scénario : Patrick Gaumer et Rodolphe - Dessin : collectif - Couleurs : noir et blanc
- 3 Faut-il brûler les mangas ?, BD Boum, 1997
Scénario : Patrick Gaumer et Rodolphe - Dessin : collectif - Couleurs : noir et blanc

## Récompenses
Il a été récompensé de nombreuses fois, à Angoulême, Audincourt, Hyères, Brignais, Solliès-Ville, Maisons-Laffitte, Charleroi…
- 1991 : Prix regards chrétiens sur la bande dessinée pour Melmoth, t. 1 (avec Marc-Renier).
- 1993 : prix Jacques-Lob, pour l’ensemble de son œuvre.
- 1994 : prix Betty Boop (prix spécial du jury) du festival de Hyères pour l’album Schizo de la série Une aventure de Cliff Burton.
- 1994 : prix de la meilleure série pour Une aventure de Cliff Burton au Festival international de la BD de Charleroi.